# Espiritualismo literario
El espiritualismo literario es una corriente estética nacida en Rusia y con algunas manifestaciones paralelas en el resto de Europa (Francia, España).
En 1887 Emilia Pardo Bazán publicaba su ensayo La revolución y la novela en Rusia, recopilación de diversas conferencias en el Ateneo de Madrid bajo el impacto que le produjo Le roman russe (1886) del Vizconde de Vogüé:

El elemento espiritualista de la novela rusa para mí es uno de sus méritos más singulares [...] los realistas franceses ignoran la mejor parte de la humanidad que es el espíritu.

Esta insuficiencia atrajo a novelistas españoles descontentos con el Naturalismo que ya habían agotado los temas y recursos del Realismo literario tradicional, como Armando Palacio Valdés, Benito Pérez Galdós y Leopoldo Alas "Clarín", como antes había atraído a Fiódor Dostoievski y León Tolstoy.

Nadie que lleve el alta y baja de estas cuestiones ignora que el naturalismo francés puede considerarse hoy un ciclo cerrado, y que novísimas corrientes arrastran a la literatura en direcciones que son consecuencia y síntoma del temple y disposición de las almas en los últimos años del siglo[...] El ciclo naturalista [...] encontró sus paladines en Francia: el ciclo nuevo, que podemos llamar realista ideal, los halló en Rusia.

Las primeras traducciones de novelistas rusos al español corresponden a 1888: Ana Karenina y a La novela del presidio. La novela rusa, en especial Tolstoy, fascinó a los críticos y escritores españoles: Leopoldo Alas se pasó directamente del Naturalismo zolesco al Tolstoy de Resurrección , y Galdós se convirtió al mismo en su última etapa (Realidad, Nazarín, Misericordia). Son estos autores los que constituyen el espiritualismo literario español. También en Francia alumbraba esa corriente, que Leopoldo Alas denominaba "futuro idealismo". El fin de siglo puso de relieve la decadencia del modelo cultural burgués nacido de las revoluciones liberales; se le exigía una redención civilizatoria de signo cristiano. En su prólogo a Resurrección de Tolstoy, (l901), Leopoldo Alas escribe el discurso teórico del Espiritualismo en la literatura española, al margen de los "misticismos, simbolismos e idealismos más o menos sospechosos" del Decadentismo y del Simbolismo, cuyo influjo sobre la "gente nueva" del Modernismo deploraba.
El Espiritualismo francés estaba representado por Félix Ravaisson-Mollien, el contingentista Emile Boutroux, el agnóstico y neocrítico Charles Renouvier, Guyau, Alfred Fouillée y Henri Bergson. El discurso de estos autores:

Discutía la primacía de la ciencia, rechazaba el positivismo, revalorizaba la metafísica, proclamaba la conciencia como primer mecanismo del conocimiento por encima de la razón y de la experiencia y con ella arrastraba a un primer plano epistemológico la intuición, la voluntad o el impulso vital bergsoniano, trasladaba al mundo interior o espiritual la verdadera esencia de lo real, abandonando la larga hegemonía de la materia, exaltaba frente a las leyes universales y los determinismos científicos la libertad y la espontaneidad creativas de la naturaleza, o declaraba finalmente como principales intereses humanos los imperativos morales, religiosos y estéticos. No es extraño, pues, que en esta atmósfera ideológica y ante los síntomas de un malestar cultural que Freud diagnosticara, se desarrollara en los círculos dirigentes de la cultura literaria francesa, una fuerte reacción religiosa.

Novelas espiritualistas como Su único hijo (1891) de Clarín o Le sens de la vie (1889) de Édouard Rod tienen por personaje principal a un héroe abúlico, oblomoviano, incapaz para la acción y de acción interiorizada, que abandona el escenario material por el de su propia conciencia y exhibe un sentimentalismo nada pudoroso. Son personajes cuyo espíritu agnóstico se ve atraído por la belleza de los ritos de la Iglesia y por una seguridad y una fe de la que él carece, referencia matriarcal y abrigo protector frente a la hostilidad social. La paternidad constituye un compromiso con la vida que redime moralmente a los personajes frente a una  existencia angustiosa y vacía.